# Małówka
Małówka – wieś w Polsce położona w województwie podkarpackim, w powiecie strzyżowskim, w gminie Niebylec.
| SIMC    | Nazwa | Rodzaj    |
| ------- | ----- | --------- |
| 0656930 | Rzeki | część wsi |

W latach 1975–1998 miejscowość administracyjnie należała do województwa rzeszowskiego.